# Plástico

Códigos identificadores:
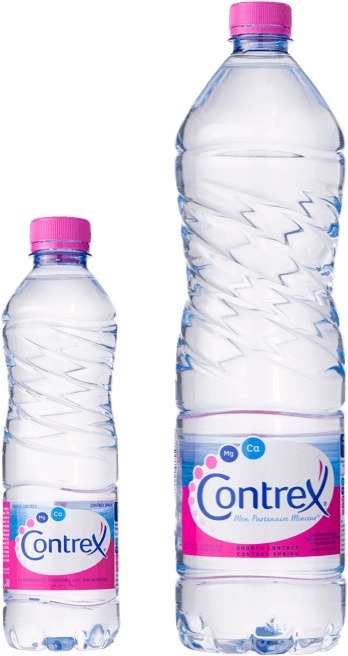
♳ PET
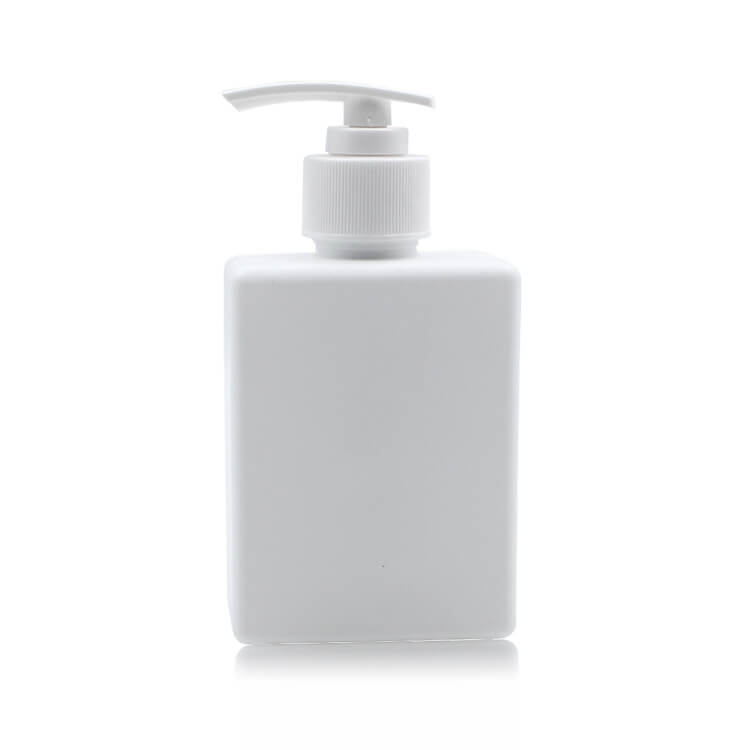
♴ HDPE
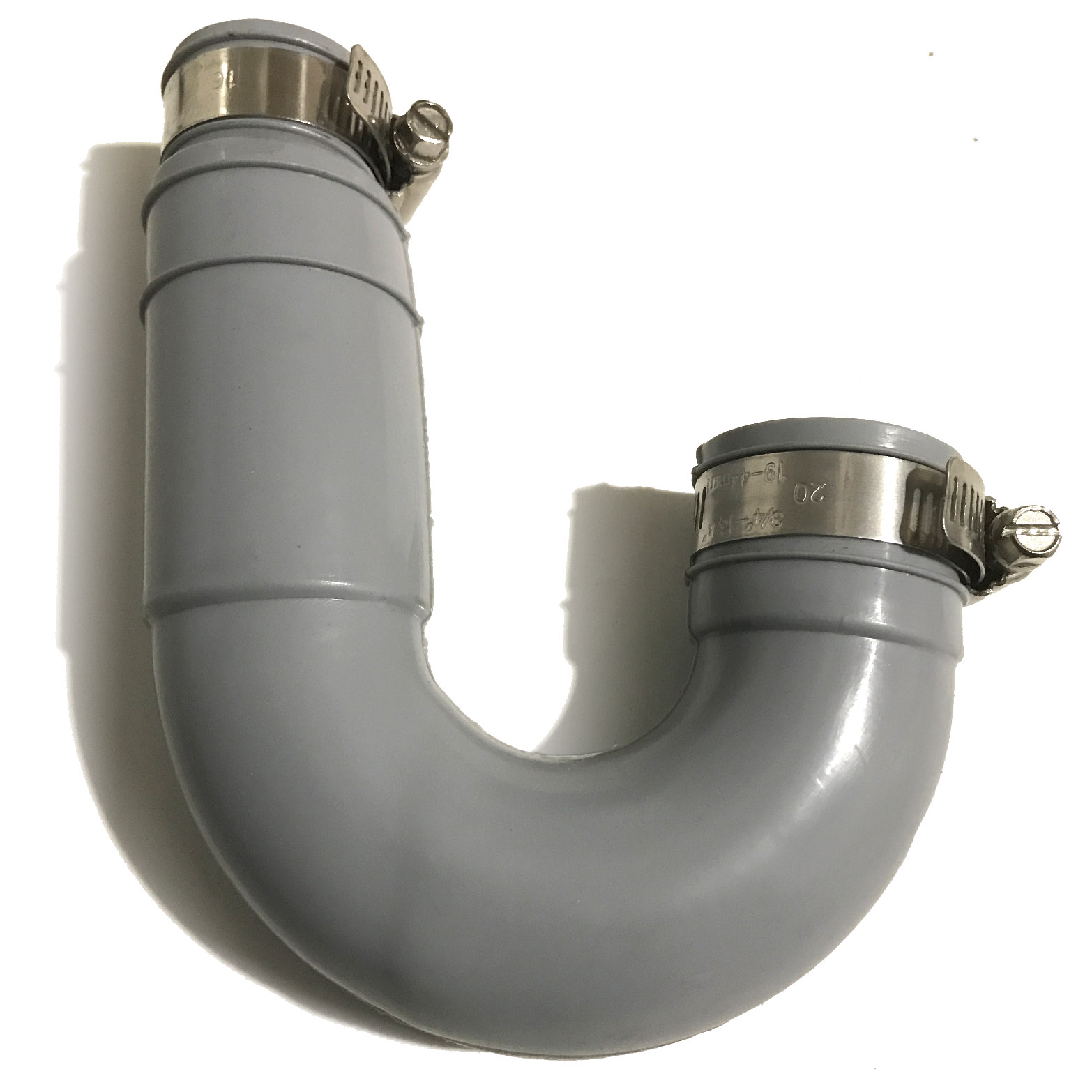
♵ PVC
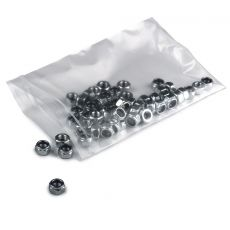
♶ LDPE
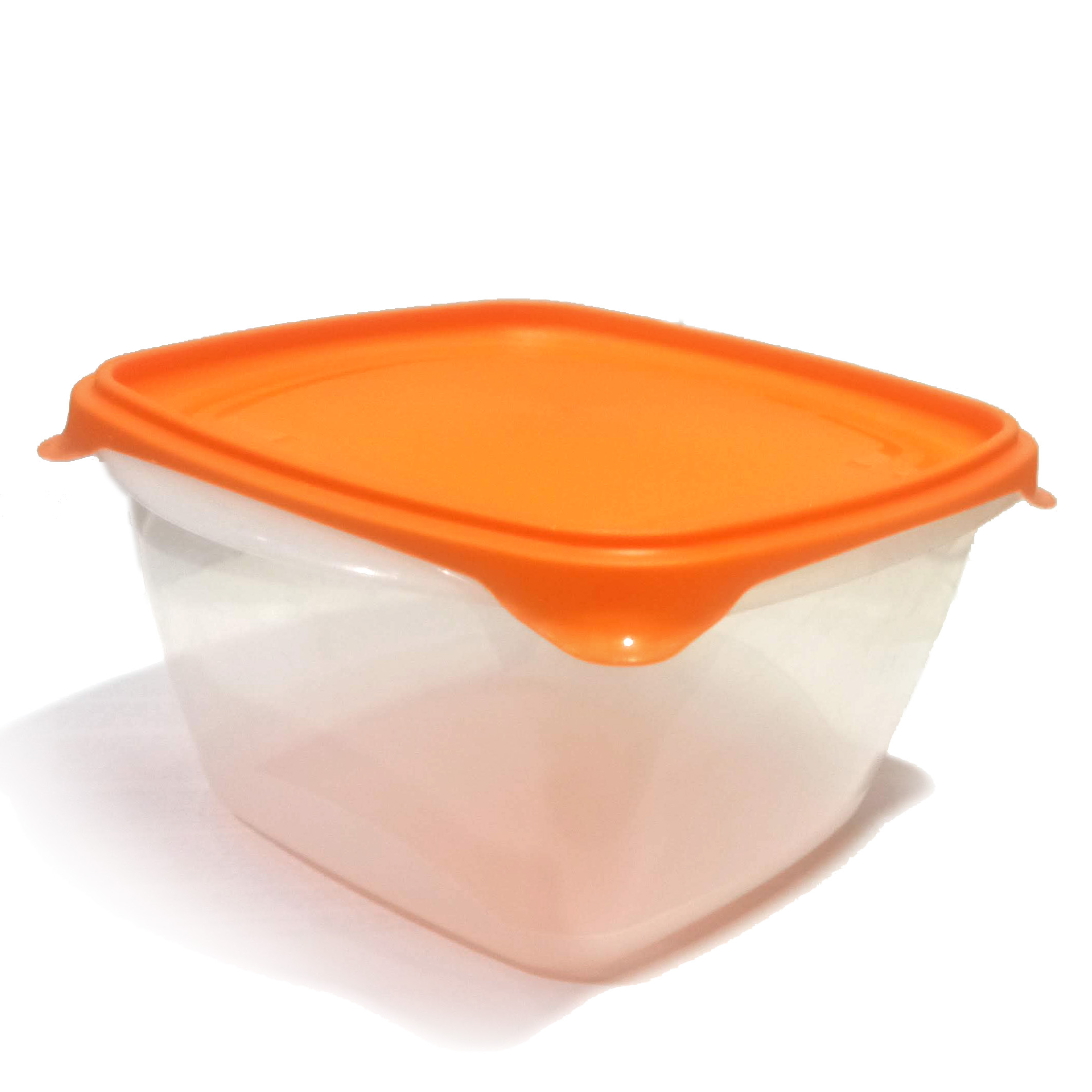
♷ PP
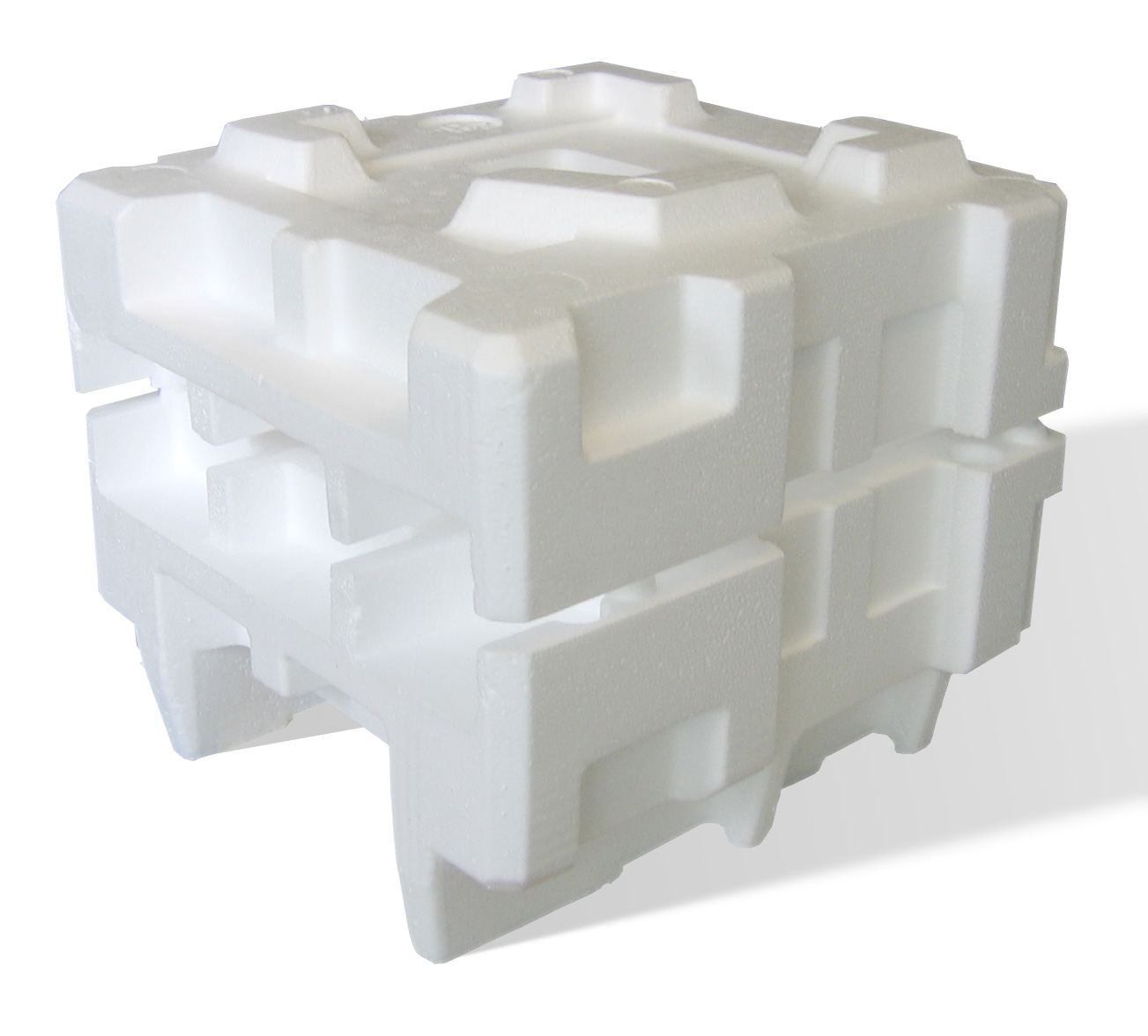
♸ PS

El plástico es cualquier material que mediante compresión, puede cambiar de forma y conservar esta de modo permanente.  Los materiales pueden estar constituidos por compuestos orgánicos o sintéticos que tienen la propiedad de ser maleables y por tanto pueden ser moldeados en objetos sólidos de diversas formas. Esta propiedad confiere a los materiales plásticos una gran variedad de aplicaciones. Su nombre deriva de la plasticidad, una propiedad, que se refiere a la capacidad de deformarse sin llegar a romperse.
Los productos plásticos son normalmente polímeros orgánicos de alto peso molecular. Usualmente son sintetizados, comúnmente a partir de derivados químicos del petróleo (petroquímicos). Sin embargo, también existen, un número muy pequeño de productos plásticos hechos a partir de fuentes renovables, tales como el ácido poliláctico derivado del almidón de maíz o la celulosa derivada del algodón. También existen productos plásticos producidos por bacterias como los polihidroxialcanoatos.
Los productos plásticos derivados de petroquímicos son de fácil fabricación y sus costos son muy bajos. Por ello, sus aplicaciones son múltiples y en diversas escalas. El 51% de los productos plásticos del mundo son producidos en Asia; China sola es responsable por el 31% de la producción mundial.  Latinoamérica, en cambio, produce el 4%.  Además los productos plásticos se utilizan en edificación y construcciones, movilidad y transporte, dispositivos eléctricos y electrónicos, agricultura, atención sanitaria y otros campos. Los tipos más importantes de productos plásticos utilizados en el comercio europeo son el polietileno (PE), polipropileno (PP), poliestireno (PS), policloruro de vinilo (PVC), tereftalato de polietileno (PET) y poliuretano (PU).

## Historia de los materiales con propiedades plásticas
El uso de los polímeros se remonta al siglo XVI a. C., cuando culturas antiguas mesoamericanas procesaron por primera vez el caucho natural en objetos sólidos como bolas, figurillas humanas, bandas para atar cabezas de hacha a los mangos de madera y otros objetos. Los antiguos mesoamericanos obtenían la materia prima para fabricar objetos de caucho de látex producido por el árbol Castilla elastica. Esta especie es nativa de las tierras bajas tropicales de México y América Central. El látex es un líquido blanco pegajoso que cuando se seca es un sólido frágil que retiene su forma. Cronistas españoles relataron que los indígenas mesoamericanos procesaban el látex de C. elastica mezclándolo con el jugo de otra especie, Ipomoea alba, logrando la coagulación de la resina. Así estos descubrimientos preceden en 3500 años al proceso de vulcanización.
En 1839 Goodyear en los Estados Unidos y Hancock en Inglaterra desarrollaron paralelamente la vulcanización del caucho, es decir el endurecimiento del caucho y su mayor resistencia al frío. Así se inició el éxito comercial de los polímeros termoestables.
La industria del plástico se inicia con el desarrollo de los primeros plásticos sintéticos termoestables por Baekeland en 1909. Baekeland produce el primer polímero sintético y además desarrolla el proceso de moldeado del plástico sintético, lo que le permitió producir diversos artículos de comercio. Estos primeros plásticos sintéticos se denominaron baquelita en honor a su descubridor. La baquelita se forma por una reacción de condensación de fenol con formaldehído.
Entre los años 1926 y 1928 surgieron los termoplásticos alquídicos y resinas aminas, respectivamente. Los alquídicos son poliésteres modificados por la adición de ácidos grasos y otros componentes, son derivados de polioles y ácidos dicarboxílicos o ácidos carboxílicos anhidros. Entre las resinas aminas está la urea-formaldehído, también conocida como urea-metanal, que es una resina termoplástica sintética no transparente y con aplicaciones en adhesivos. La tabla 1 resume otros acontecimientos importantes en el desarrollo histórico de los termoplásticos.

## Cronología de los materiales con propiedades plásticas

Primeros plásticos. Nota: el cis-poliisopreno es el principal componente del látex.

Estas son las fechas de algunos hitos históricos en el desarrollo de los materiales con características plásticas termoestables, aquellos que no cambian de forma cuando se les aplica calor.
1600 a. C.: Culturas mesoamericanas procesan el caucho natural en diversos objetos sólidos por primera vez.
1839: Goodyear desarrolla la vulcanización del caucho.
1909: Baekeland obtiene la primera resina fenólica sintética, baquelita.
1926: Se introducen los alquídicos y resinas aminas. La anilina-formaldehído es introducida en EE. UU.
1928: Se introduce la urea-formaldehído comercialmente.
1931: Hyde comienza a investigar sobre polímeros de organosilicio.
1933: Ellis patenta resinas de poliéster insaturado.
1935: Friedrich Karl Henkel fabrica resinas de melamina-formaldehído. La primera fibra sintética diseñada en laboratorio fue patentada por el químico Wallace Carothers de la empresa estadounidense DuPont en 1935 y recibió el nombre de nailon.
1937: Se introduce por primera vez un sistema de moldeo de plásticos por compresión. Se producen los poliuretanos por primera vez.
1938: Se introduce la melamina comercialmente. El termoplástico de poliamida se desarrolló durante varios años y se lanzó al mercado en octubre de 1938. 
1939: Primera patente (en Alemania) de resina epoxi.
1941: Se introduce un poliéster tipo uretano en Alemania.
1942: Dow Corning fabrica silicona industrialmente.
1943: Castan patenta una resina epoxi.
1946: Se introducen los elastómeros de poliuretano.
1947: Se introduce comercialmente la resina epoxi.
1954: Se introduce el poliuretano en EE. UU.
1957: Se introduce el poliéter tipo uretano en EE. UU.
1964: Se introducen las poliimidas como un producto fabricado.

## Propiedades y características de los materiales plásticos sintéticos

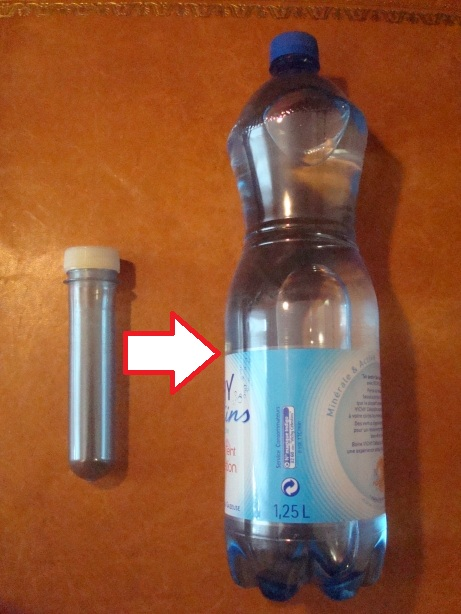
Botella de plástico PET antes y después del inflado

Los plásticos son sustancias químicas sintéticas, denominadas polímeros, de estructura macromolecular que puede ser moldeada mediante calor o presión y cuyo componente principal es el carbono. Estos polímeros son grandes agrupaciones de monómeros unidos mediante un proceso químico llamado polimerización. Los plásticos sintéticos proporcionan el balance necesario de propiedades que no pueden lograrse con otros materiales, por ejemplo: color, poco peso, tacto agradable y resistencia a la degradación ambiental y biológica.
Rigurosamente, la palabra "plástico" se refiere a un estado del material, pero no al material en sí: los polímeros sintéticos habitualmente llamados plásticos, son en realidad materiales sintéticos que pueden alcanzar el estado plástico, esto es cuando el material se encuentra viscoso o fluido y no tiene propiedades de resistencia a esfuerzos mecánicos. Este estado se alcanza cuando el material en estado sólido se transforma al estado plástico, generalmente por calentamiento, en el que es ideal para los diferentes procesos productivos ya que es cuando el material puede ser manipulado de distintas formas. De modo que la palabra "plástico" es una forma de referirse a materiales sintéticos capaces de entrar en un estado plástico, pero "plástico" no es necesariamente el grupo de materiales a los que cotidianamente hace referencia esta palabra.
Las propiedades y características de la mayoría de los materiales plásticos (aunque no siempre se cumplen en determinados plásticos especiales) son estas:
- son fáciles de trabajar y moldear,
- tienen un bajo costo de producción,
- poseen baja densidad,
- suelen ser impermeables,
- buenos aislantes eléctricos,
- aceptables aislantes acústicos,
- buenos aislantes térmicos, aunque la mayoría no resisten temperaturas muy elevadas,
- resistentes a la corrosión y a muchos factores químicos,
- algunos no son biodegradables ni fáciles de reciclar y, si se queman, son muy contaminantes.

## Proceso productivo de los materiales plásticos sintéticos
La primera parte de la producción de plásticos consiste en la elaboración de polímeros en la industria química. Hoy en día la recuperación de plásticos post-consumidor es esencial también.
Parte de los plásticos utilizados por la industria se usan directamente en forma de grano o resina. Más frecuentemente existen varias formas de procesado de plásticos. Una de ellas es la extrusión de perfiles o hilos, la cual permite generar un producto extenso y continuo. Otra forma de procesado es el moldeo (por inyección, compresión, rotación inflación, etc.). También existe el termoconformado, un proceso que usa un material termoplástico previamente producido a través del procesado de extrusión. Este tipo de procesado tiene diferentes variantes: termoconformado al vacío, a presión y termoconformado mecánico.

## Clasificación de los materiales plásticos

### Según el monómero base
En esta clasificación se considera el origen del monómero del cual parte la producción del polímero.
- Naturales: Son los polímeros cuyos monómeros son derivados de productos de origen natural con ciertas características como, por ejemplo, la celulosa, la caseína y el caucho. Dentro de dos de estos existen otros plásticos de los cuales provienen:
  - Los derivados de la celulosa son el celuloide, el celofán y el cellón.
  - Los derivados del caucho son la goma y la ebonita.
- Sintéticos: Son aquellos que tienen origen en productos elaborados por los humanos, principalmente derivados del petróleo, como las bolsas de polietileno

### Según su comportamiento frente al calor

#### Termoplásticos
Un termoplástico es un plástico que, siendo plástico o deformable a temperatura ambiente, se convierte en líquido cuando se calienta y se endurece en un estado vítreo cuando se enfría lo suficiente. La mayor parte de los termoplásticos son polímeros de alto peso molecular, los cuales poseen cadenas asociadas por medio de débiles fuerzas de Van der Waals (polietileno), fuertes interacciones dipolo-dipolo y enlace de hidrógeno, o incluso anillos aromáticos apilados (poliestireno). Los polímeros termoplásticos difieren de los polímeros termoestables en que, después de ser calentados y moldeados, pueden ser recalentados y formar otros objetos, ya que en el caso de los termoestables o termoduros, su forma después de enfriarse no cambia.
Sus propiedades físicas cambian gradualmente si se funden y se moldean varias veces.
Los principales termoplásticos son:
- Resinas celulósicas: obtenidas a partir de la celulosa, el material constituyente de la parte leñosa de las plantas. Pertenece a este grupo el rayón.
- Polietilenos y derivados: Emplean como materia prima el etileno obtenido del craqueo del petróleo que, tratado posteriormente, permite obtener diferentes monómeros como acetato de vinilo, alcohol vinílico, cloruro de vinilo, etc. Pertenecen a este grupo el PVC, el poliestireno, el metacrilato y otros.
- Derivados de las proteínas: Pertenecen a este grupo el nailon y el perlón, obtenidos a partir de las diamidas.
- Derivados del caucho: Son ejemplo de este grupo los llamados comercialmente pliofilmes, clorhidratos de caucho obtenidos adicionando ácido clorhídrico a los polímeros de caucho.

#### Termoestables
Los plásticos termoestables son materiales que, una vez que han sufrido el proceso de calentamiento-fusión y formación-solidificación, se convierten en materiales rígidos que no vuelven a fundirse. Generalmente para su obtención se parte de un aldehído.
- Polímeros del fenol: Son plásticos duros, insolubles e infusibles pero, si durante su fabricación se emplea un exceso de fenol, se obtienen termoplásticos.
- Resinas epoxi.
- Resinas melamínicas.
- Baquelita.
- Aminoplásticos: Polímeros de urea y derivados. Pertenece a este grupo la melamina.
- Poliésteres: Resinas procedentes de la esterificación de polialcoholes que suelen emplearse en barnices. Si contienen ácido en exceso, se obtienen termoplásticos.

### Según la reacción de síntesis
También pueden clasificarse según la reacción que produjo el polímero:

#### Polímeros de adición
Implican siempre la ruptura o apertura de una unión del monómero para permitir la formación de una cadena.
En la medida que las moléculas son más largas y pesadas, la cera parafínica se vuelve más dura y más tenaz.
Ejemplo:
2n H2C=CH2 → [-CH2-CH2-CH2-CH2-]n

#### Polímeros de condensación
Son aquellos donde los monómeros deben tener, por lo menos, dos grupos reactivos por monómero para darle continuidad a la cadena.
Ejemplo:
R-COOH + R'-OH → R-CO-OR' + H2O

#### Polímeros formados por etapas
La cadena de polímero va creciendo gradualmente mientras haya monómeros disponibles, añadiendo un monómero cada vez. Esta categoría incluye todos los polímeros de condensación de Carothers y además algunos otros que no liberan moléculas pequeñas pero sí se forman gradualmente, como por ejemplo los poliuretanos.

### Según su estructura molecular

#### Amorfos
Son amorfos los plásticos en los que las moléculas están dispuestas desordenadamente y no presentan ningún tipo de orden. Al no existir orden entre cadenas se crean huecos por los que pasa la luz, razón por la que los polímeros amorfos son transparentes.

#### Semicristalinos
Los polímeros semicristalinos Tienen zonas con cierto tipo de orden junto con zonas amorfas. En este caso al tener un orden existen menos huecos entre cadenas por lo que no pasa la luz a no ser que posean un espesor pequeño.

#### Cristalizables
Según la velocidad de enfriamiento, puede disminuirse (enfriamiento rápido) o incrementarse (enfriamiento lento) el porcentaje de cristalinidad de un polímero semicristalino, sin embargo, un polímero amorfo, no presentará cristalinidad aunque su velocidad de enfriamiento sea extremadamente lenta.

#### Comodities
Son aquellos que tienen una fabricación, disponibilidad y demanda mundial, un rango de precios internacional y no requieren gran tecnología para su fabricación y procesamiento.

#### De ingeniería
Son los materiales que se utilizan de manera muy específica, creados prácticamente para cumplir una determinada función; requieren tecnología especializada para su fabricación o su procesamiento y son de precio relativamente alto.

### Elastómeros o cauchos
Los elastómeros se caracterizan por su gran elasticidad y capacidad de estiramiento y rebote, recuperando su forma original una vez que se retira la fuerza que los deformaba. Comprenden los cauchos naturales obtenidos a partir del látex natural y los sintéticos; entre estos últimos se encuentran el neopreno y el polibutadieno.
Los elastómeros son materiales de moléculas grandes, las cuales después de ser deformadas a temperatura ambiente, recobran en mayor medida su tamaño y geometría al ser liberada la fuerza que los deformó.

## Códigos de resinas

Estructura molecular del polietileno (PE), polipropileno (PP), policloruro de vinilo (PVC), poliestireno (PS), poliuretano (PU) y tereftalato de polietileno (PET)

Existe una gran variedad de plásticos y para clasificarlos, se usa un sistema de codificación que se muestra en la Tabla 1. Los productos llevan una marca que consiste en el símbolo internacional de reciclado ♻ con el código correspondiente en medio según el material específico. El objetivo principal de este código es la identificación del tipo de polímero del que está hecho el plástico para su correcto reciclaje.
El número presente en el código, está designado arbitrariamente para la identificación del polímero del que está hecho el plástico y no tiene nada que ver con la dificultad de reciclaje ni dureza del plástico en cuestión.
| Tipo de material plástico: | Polietileno Tereftalato | Polietileno de alta densidad | Policloruro de vinilo | Polietileno de baja densidad | Polipropileno | Poliestireno | Otros |
| -------------------------- | ----------------------- | ---------------------------- | --------------------- | ---------------------------- | ------------- | ------------ | ----- |
| Sigla                      | PET (también PETE)      | HDPE (tb. PEHD o PEAD)       | PVC                   | LDPE (tb. PEBD o PEBD)       | PP            | PS           | Otros |
| Código                     | 1                       | 2                            | 3                     | 4                            | 5             | 6            | 7     |

## Usos más comunes
- Aplicaciones en el sector industrial: piezas de motores, aparatos eléctricos y electrónicos, carrocerías, aislantes eléctricos, etc.
- En construcción: tuberías, impermeabilizantes, espumas aislantes de poliestireno, etc.
- Industrias de consumo y otras: envoltorios, juguetes, envoltorios de juguetes, maletas, artículos deportivos, fibras textiles, muebles, bolsas de basura, etc.

## Reciclado

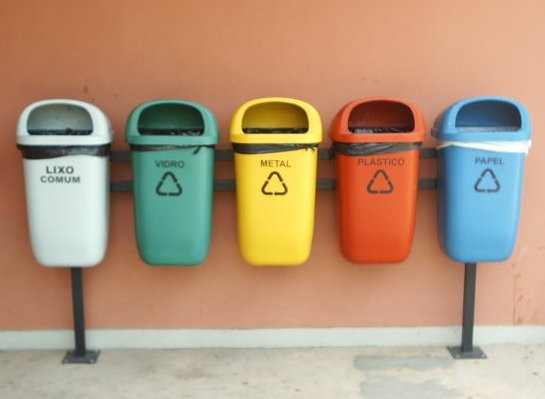
Cestas para clasificación de desperdicios que pueden ser reciclados.

Los desechos materiales plásticos no son susceptibles de reintegrarse de nuevo en la naturaleza. Debido a esto, en algunos países se ha establecido el reciclado de los productos de plástico, lo que consiste básicamente en recolectarlos, limpiarlos, seleccionarlos por tipo de material y fundirlos de nuevo para su uso como materia prima adicional, alternativa o sustituta, para el moldeado de otros productos.
De esta forma, se pretenden luchar contra la contaminación que producen los materiales plásticos, que por su composición no son biodegradables. Tanto la efectividad del reciclado como su aceptación social se pueden considerar discutibles.
Cuando en los procesos de producción se utilizan materiales "reciclados" se pueden ahorrar grandes cantidades de recursos. Si se usan correctamente, estos materiales plásticos reciclados pueden evitar la sobreexplotación de recursos y energía, y evitar impactos graves para los ecosistemas como la contaminación de los suelos, ríos, acuíferos y océanos. La utilización de productos reciclados disminuye el consumo de energía. Cuando se consumen menos combustibles fósiles, se genera menos dióxido de carbono y se previene el efecto invernadero. Además, la producción de otros gases nocivos provenientes de dichas combustiones también se reducen, tales como los óxidos de azufre y nitrógeno productores de la lluvia ácida o la contaminación de ozono troposférico.
Desde el punto de vista financiero un buen proceso de reciclaje es capaz de generar ingresos. Por lo anteriormente expuesto, se hace ineludible mejorar y establecer nuevas tecnologías en cuanto a los procesos de recuperación de plásticos y buscar solución a este problema tan nocivo para la sociedad y que día a día va en aumento deteriorando al medio ambiente. En las secciones siguientes se plantea el diseño de un fundidor para polietileno de baja densidad, su uso, sus características, recomendación y el impacto positivo que proporcionará a la comunidad.
Algunos materiales plásticos no son recuperables, como el poliestireno cristal o la baquelita.

### Materiales plásticos biodegradables
A finales del siglo XX el precio del petróleo disminuyó y de la misma manera decayó el interés por los plásticos biodegradables. En los últimos años esta tendencia se ha revertido; además de producirse un aumento en el precio del petróleo, se ha tomado mayor conciencia de que las reservas petroleras se están agotando de manera alarmante. Dentro de este contexto se observa un marcado incremento en el interés científico e industrial en la investigación para la producción de plásticos biodegradables o EDPs (environmentally degradable polymers and plastics).
La fabricación de plásticos biodegradables a partir de materiales naturales es uno de los grandes retos en diferentes sectores, industriales, agrícolas y de materiales para varios servicios. Ante esta perspectiva las investigaciones que involucran a los plásticos obtenidos de otras fuentes han tomado un nuevo impulso y los polihidroxialcanoatos aparecen como una alternativa altamente prometedora.
La sustitución de los plásticos actuales por plásticos biodegradables es una vía por la cual el efecto contaminante de aquellos se vería disminuido en el medio ambiente. Los desechos de plásticos biodegradables pueden ser tratados como desechos orgánicos y ser eliminados en los depósitos sanitarios, donde su degradación se realice en exiguos períodos de tiempo.
Los polímeros biodegradables se pueden clasificar de la siguiente manera:

#### Polímeros extraídos o removidos directamente de la biomasa
Están en fase de investigación para producir películas y recubrimientos comestibles, destinados a la conservación de alimentos.
Están siendo estudiados diversos polisacáridos e hidrocoloides de naturaleza proteica, tales como almidón de yuca plastificado con glicerol, polietilenglicol, almidón de maíz estándar y pre-gelatinizado, carboximetilcelulosa, pectina, pectina mezclada con alginato de sodio, goma tragacanto, goma guar, etilcelulosa, gelatina adicionada con glicerol, gelatina-caseína entrecruzadas con transglutaminasa, sorbitol y sucrosa, caseína (proteína presente en la leche), suero de leche, soja y gluten de trigo.
El gluten es tóxico para las personas que padecen trastornos relacionados con el gluten (tales como la enfermedad celíaca y la sensibilidad al gluten no celíaca), que afectan hasta un 15% de la población general  y cuyo número está aumentando de manera constante. El impacto sobre la salud del empleo de gluten en estos productos es un motivo de preocupación que necesita ser valorado y reglamentado. (Véase también Trastornos neurológicos relacionados con el gluten)

#### Polímeros producidos por síntesis química clásica
Utilizan monómeros biológicos de fuentes renovables.

#### Polímeros producidos por microorganismos, bacterias productoras nativas omodificadas genéticamente
En esta categoría se hallan los plásticos biodegradables producidos por bacterias, que incluyen los polihidroxialcanoatos (PHA) y el ácido poliláctico (PLA). Los PHA, debido a su origen de fuentes renovables y por el hecho de ser biodegradables, se denominan “polímeros doblemente verdes”. El PLA, monómero natural producido por vías fermentativas a partir de elementos ricos en azúcares, celulosa y almidón, polimerizados por el hombre.

##### Ácido poliláctico (PLA)
El almidón es un polímero natural, un gran hidrato de carbono que las plantas sintetizan durante la fotosíntesis y que sirve como reserva de energía. Los cereales como el maíz y trigo contienen gran cantidad de almidón y son la fuente principal para la producción de PLA. Los bioplásticos producidos a partir de este polímero tienen la característica de una resina que puede inyectarse, extruirse y termoformarse.
La producción de este biopolímero empieza con el almidón que se extrae del maíz, luego los microorganismos lo transforman en una molécula más pequeña de ácido láctico o 2 hidroxi-propiónico (monómero), la cual es la materia prima que se polimeriza formando cadenas, con una estructura molecular similar a los productos de origen petroquímico, que se unen entre sí para formar el PLA.
El PLA es uno de los plásticos biodegradables actualmente más estudiados y se encuentra disponible en el mercado desde 1990. Se utiliza en la fabricación de botellas transparentes para bebidas frías, bandejas de envasado para alimentos, y otras numerosas aplicaciones.

##### Polihidroxialcanoatos
Los PHAs son producidos generalmente por bacterias Gram negativas, aunque existen bacterias Gram positivas también productoras en menor escala. El primer PHA descubierto fue el PHB, que fue descrito en el instituto Pasteur en 1925 por el microbiólogo Lemoigne quien observó la producción de PHB por Bacillus megaterium. Posteriormente, en 1958 Macrae e Wildinson observaron que Bacillus megaterium acumulaba el polímero cuando la relación glucosa/nitrógeno en el medio de cultivo no se encontraba en equilibrio y observaron su degradación cuando existía falta o deficiencia de fuentes de carbono o energía. A partir de este hecho, se encontraron inclusiones de PHA en una extensa variedad de especies bacterianas. En la actualidad se conocen aproximadamente 150 diferentes polihidroxialcanoatos.
La primera patente de PHB fue solicitada en los Estados Unidos por J. N. Baptist en 1962. En 1983 ocurrieron dos acontecimientos importantes: primero fue el descubrimiento por De Smet, de una cepa de Pseudomonas oleovorans (ATCC 29347) productora de PHB, y consecutivamente se dio la primera producción del primer biopoliéster de uso comercial. Un copolímero formado por monómeros de cuatro y cinco carbonos, denominados PHB y PHV, respectivamente denominado comercialmente “Biopol” y se produce utilizando Ralstonia eutropha, a partir de glucosa y ácido propiónico. Este bioplástico en la actualidad ya es sintetizado a partir de una sola fuente de carbono en bacterias recombinantes; exhibe un alto potencial de biodegradabilidad y propiedades termomecánicas mejores que el PHB puro.
En general los PHAs son insolubles en agua, biodegradables, no tóxicos, por lo cual uno de los principales beneficios que se obtienen de la aplicación de PHAs, es el ambiental. La utilización de estos productos reduce la dependencia del petróleo por parte de la industria plástica, provoca una disminución de los residuos sólidos y se observaría una reducción de la emisión de gases que provocan el efecto invernadero.
Los puntos de interés en cuanto a aplicaciones de bioplásticos, de acuerdo con la IBAW (Asociación Internacional y Grupo de Trabajo de Polímeros Biodegradables), se centran en los sectores de empaquetado, medicina, agricultura y productos desechables. Sin embargo con el avance de esta industria se ha ampliado la utilización de biomateriales, los cuales se aplican en teléfonos celulares, computadores o dispositivos de audio y video. De acuerdo a esta información se ha establecido que el 10 % de los plásticos que actualmente se emplean en la industria electrónica pueden ser reemplazados por biopolímeros.

## Problemas relacionados con los materiales plásticos
En la vida moderna los materiales plásticos ha constituido un fenómeno de indudable trascendencia. Hoy en día las personas viven rodeadas de objetos elaborados con materiales plásticos que en siglos anteriores no eran necesarios para la vida cotidiana. Los productos de materiales plásticos se han fabricado para satisfacer las demandas de una gran variedad de usos, dando lugar a una vasta industria. Quizás en el futuro los antropólogos denominen esta etapa de la historia de la humanidad como la "civilización del plástico", debido al papel determinante que ha desempeñado este material en el último siglo.
En general, las personas tienen muy poco conocimiento sobre lo que es un material plástico, cómo se obtiene, cuáles son los tipos de materiales plásticos y sus aplicaciones, y cuáles son los procesos de reciclaje y transformación del mismo. 

### Problemas medioambientales

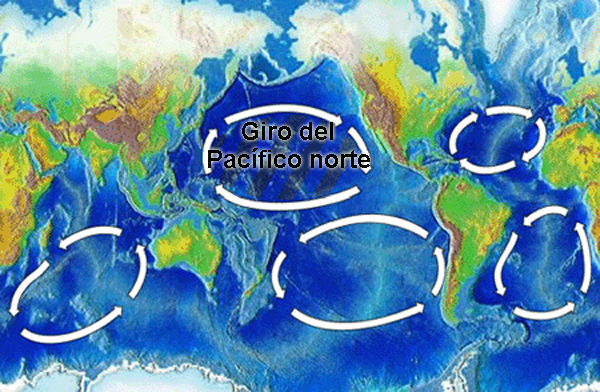
La sopa de plástico, situada en el giro oceánico del Pacífico norte, es el mayor vertedero de materiales plásticos del mundo. Se estima que tiene un tamaño de 1 400 000 km².

Actualmente los materiales plásticos son muy utilizados como envases o envoltorios de artículos o productos alimentarios, que al desecharse sin control tras su utilización, originan un problema de contaminación a gran escala. Así podemos encontrar en los mares y océanos del planeta grandes acumulaciones de materiales plásticos desechados, como la llamada Isla de basura, el mayor vertedero de materiales plásticos del mundo. Por ejemplo, en Argentina, durante el censo provincial de basura costera marina de 2021, el 84,5 % de los detritos encontrados eran plásticos.
Cuando los materiales plásticos no se desechan correctamente se origina un gran problema de contaminación ambiental a escala mundial. Las características moleculares (tipos de polímeros) de los materiales plásticos contribuyen a que presenten una gran resistencia a la degradación ambiental, la biodegradación. Actualmente, la radiación UV del sol es casi la única forma de degradación natural que puede provocar desintegración de los materiales plásticos a medio plazo, ya que destruye los enlaces poliméricos que componen el material.
Como es evidente, el desecho inadecuado de los materiales plásticos en el medio ambiente provoca graves consecuencias para las comunidades humanas, como la aparición de enfermedades relacionadas con la limpieza y salubridad del entorno, enfermedades víricas, infecciones bacterianas y zoonosis.  Entre otras consecuencias importantes se pueden mencionar las obstrucciones de las tuberías de aguas negras, llegando a colapsar la infraestructura, que al no poder absorber el agua debido a los cúmulos de materiales plásticos, colapsan y se producen inundaciones. 
Los productos plásticos arrojados al mar que presentan flotabilidad son un gran problema, ya que provocan la destrucción del hábitat para muchas especies marinas, que terminan muriendo al quedar atrapados entre los cúmulos de plásticos o al ingerirlos.
Por ejemplo, en Chile, durante una grave sequía producida en 1967 en la IV región de La Serena, una gran cantidad de ganado caprino de las estancias rurales aledañas a la Ruta Panamericana se alimentó de los restos plásticos (bolsas de polietileno) que se desechaban a las orillas por los usuarios, provocando la muerte en masa al cabo de unas pocas horas después de la ingesta.

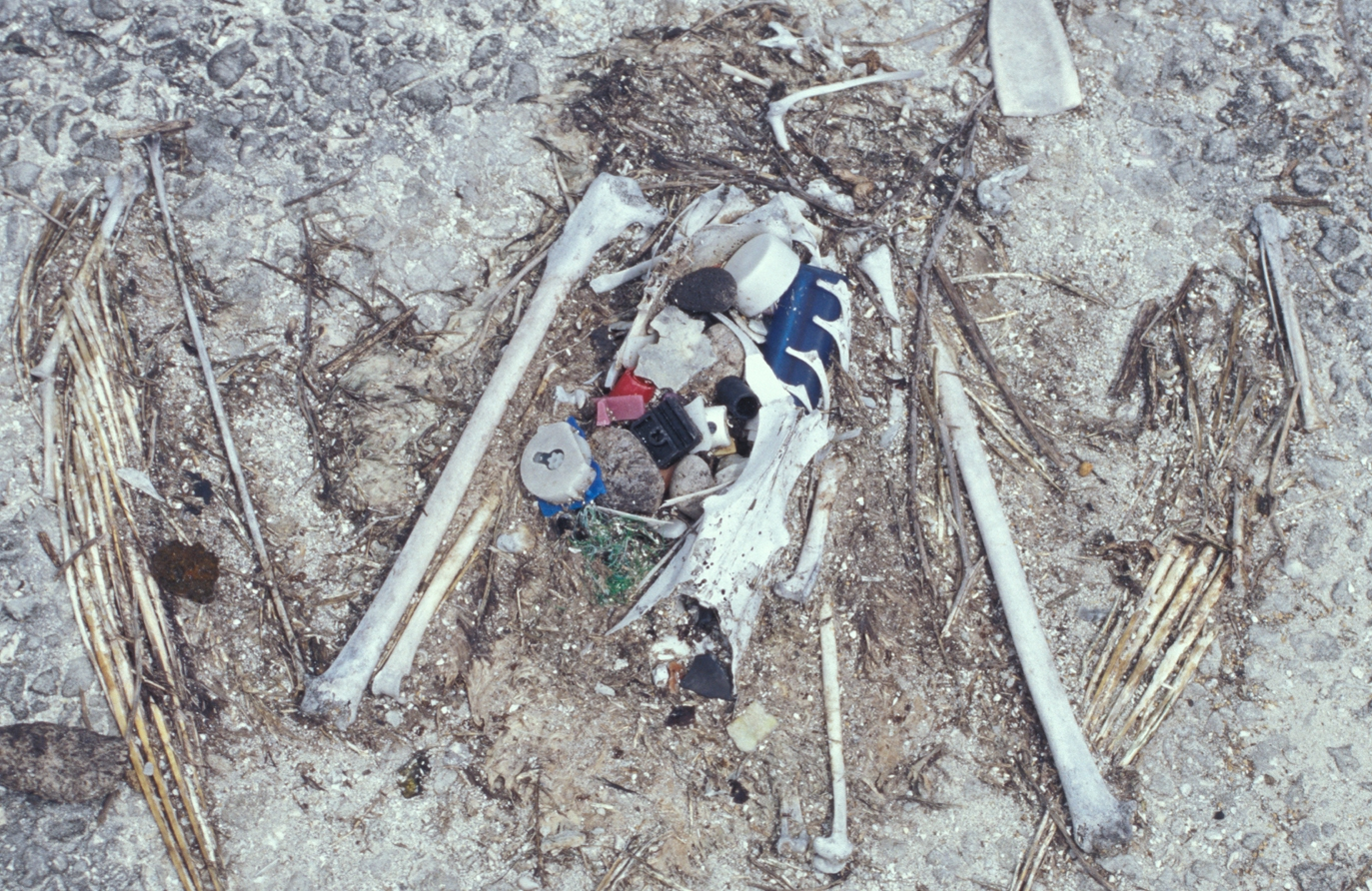
Restos de un albatros muerto a causa de la ingesta de restos plásticos.

Otro gran problema es la degradación física de los materiales plásticos en partes diminutas, los llamados microplásticos.  Los microplásticos se originan a causa de la descomposición de los desechos plásticos en el entorno marino, la escorrentía de las cañerías, las fugas de las fábricas, etc...entre otras causas.
Cuando son ingeridos por la vida marina, como aves, peces, mamíferos y plantas, los microplásticos provocan efectos tanto tóxicos como mecánicos, lo que da lugar a problemas como la reducción de la ingesta de alimentos, la asfixia, los cambios de comportamiento y la alteración genética.
Además de invadir en la cadena alimentaria humana a través de los mariscos, las personas pueden inhalar microplásticos del aire, ingerirlos del agua y absorberlos a través de productos para la piel. Se han encontrado microplásticos en diversos órganos humanos, e incluso en la placenta de los recién nacidos.
Si bien los plásticos podrían ser reutilizados o reciclados en su gran mayoría, lo cierto es que hoy estos desechos son un problema de difícil solución, fundamentalmente en las grandes ciudades. Es realmente una tarea costosa y compleja para los municipios encargados de la recolección y disposición final de los residuos ya que a la cantidad de envases se le debe sumar el volumen que representan.
Por sus características los plásticos generan problemas en la recolección, traslado y disposición final. Algunos datos nos alertan sobre esto. Por ejemplo, un camión con una capacidad para transportar 12 toneladas de desechos comunes, transportará apenas cinco o seis toneladas de plásticos compactados, y apenas dos de plástico sin compactar.
Dentro del total de plásticos descartables que hoy van a la basura se destaca en los últimos años el aumento sostenido de los envases de PET, proveniente fundamentalmente de botellas descartables de aguas de mesa, aceites y bebidas alcohólicas y no alcohólicas. Las empresas vienen sustituyendo los envases de vidrio por los de plástico retornables en un comienzo, y no retornables posteriormente. Esta decisión implica un permanente cambio en la composición de la basura. En Uruguay este proceso se ha acelerado desde mediados de 1996, agravándose durante 1997 cuando además, muchos envases retornables de vidrio se transformaron en vidrio descartable.
De esta manera, resulta claro que el abandono de estos materiales al medio ambiente representa un grave problema ambiental.
Por consiguiente existe la inquietud de elaborar un equipo con la capacidad de recuperar dichos plásticos que han sido desechados por la sociedad, los cuales son considerados no reutilizables.
De este modo surge como propósito diseñar un equipo que utilice energía térmica por inducción fundiendo el polietileno de baja densidad que se encuentren depositados en el mismo, una vez fundidos, aglomerados y en estado líquido pasan a ser vertidos a un molde para elaborar otros productos que serán utilizados en otras aplicaciones.
Un material candidato a sustituir al petróleo es el cáñamo, utilizable para todos los usos petroquímicos, pero que además es 100 % biodegradable y altamente reciclable.

### Madera plástica
Otra de las soluciones que se han planteado ante la acumulación de residuos plásticos ha sido la madera plástica. Esta ha sido una innovación desde hace ya una década, surgiendo del abandono de desperdicio de madera como tarimas de carga, muebles deteriorados y desde luego la acumulación de desechos plásticos en nuestros vertederos.
Los materiales compuestos de madera (MCM) y plástico son materiales formados generalmente por plástico reciclado y maderas como pino, cedro, etc. Su composición tiene una mezcla plástica continua denominada matriz (incluye PE, PP, PVC, etc.) y otra constituida de fibra o polvo de madera. Ambas son construidas en hornos a 230 °C para la fusión de ambas. Además de fibras de madera y plástico, pueden contener otros materiales de relleno (ligno-celulósico o inorgánico). Por otro lado algunas fibras que pueden sustituir un porcentaje de la madera o/y el plástico pueden ser rellenos a base de fibras, ejemplo fibras de celulosa, cáscara de maní, bambú, paja, etc.
Además cabe resaltar que se ha disminuido la tala de árboles para la construcción de muebles para el hogar y cocina, haciendo estos materiales ecológicos y más duraderos en comparación con los elaborados de madera en su totalidad.
Este tipo de madera es utilizada para elaborar bases para pizarrones escolares, escritorios, etc.
Respecto a la madera natural tiene ventajas tales como:
- No es atacada por los insectos xilófagos.
- No se pudre con la humedad.

No obstante también tiene el inconveniente de que ciertos solventes como el benceno, el hexano y algunas cetonas (diluyentes de barniz) pueden atacarla.